# Tianguan
Tianguan (chinois : 天关, pinyin : tiān guān), ou Tianmen, est un astérisme de l'astronomie chinoise. Il est décrit dans le traité astronomique du Shi Shi, qui décrit les astérismes composés des étoiles les plus brillantes du ciel. Il se compose d'une étoile unique, Zeta Tauri, relativement isolée sur la sphère céleste, et située dans la constellation occidentale du Taureau. En 2017, le nom « Tianguan » est le officialisé par l'Union astronomique internationale pour désigner l'étoile Zeta Tauri.

## Composition de l'astérisme
Divers traités d'astronomie chinoise indiquent la localisation de Tianguan par rapport à d'autres astérismes. Par exemple : 
- Le traité d'astronomie du Jin Shu (compilé par Li Chunfeng vers le milieu du VIIe siècle) décrit Tianguan ainsi (chapitre 11) :

Une étoile unique, connue sous le nom de Tianguan ou Tianmen est située au sud de Wuche, sur le chemin du Soleil et de la Lune.
- Le poème Butian Ge en donne la description suivante :

L'étoile isolée de Tianguan est au pied de [Wu]che [...] La maison lunaire directement en dessous de Tianguan s'appelle [Zui]xi.
Les deux astérismes mentionnés (Wuche et Zuixi) sont très bien localisés, le premier correspondant au vaste pentagone de la constellation occidentale du Cocher, le second à une loge lunaire dont les astronomes chinois ont très précisément déterminé la position.
Par ailleurs, Tianguan est fréquemment citée comme étant le siège de rencontres rapprochées avec des planètes ou bien la Lune qui entrent en conjonction avec elles, terme décrit en astronomie chinoise par le fait que ces objets « envahissent », ou « montent la garde » devant Tianguan. L'étude de ces mentions de conjonctions entre Tianguan et des planètes identifient systématiquement Tianguan à l'étoile ζ Tauri (magnitude apparente 3,0). L'identification de l'étoile unique de Tianguan est par ailleurs rendue relativement aisée du fait que la région du ciel où elle se trouve est relativement pauvre en étoiles brillantes, puisque partant du candidat naturel ζ Tauri, aucune étoile d'un éclat supérieur ne se trouve dans un rayon de cinq degrés, les deux étoiles brillantes les plus proches, toutes deux situées à plus de 7 degrés, étant β Tauri au nord-nord-ouest, et dont l'appartenance à  Wuche ne peut guère être remise en doute, et η Geminorum à l'est-nord-est, située bien trop à l'est de Zuixi pour correspondre aux descriptifs de Tianguan ou aux cartes du ciel léguées par le monde chinois.
De façon plus directe, ζ Tauri/Tianguan est l'étoile mentionnée pour exprimer la localisation de l'étoile invitée de l'an 1054, en fait la supernova historique SN 1054, qui a donné naissance à la Nébuleuse du Crabe et au pulsar qui la contient (PSR B0531+21). La Nébuleuse du Crabe est située à moins d'un degré de ζ Tauri, ce qui consolide fortement cette identification, même si un problème a longtemps subsisté : les documents historiques mentionnant la localisation de l'étoile invitée de 1054 la placent au sud-est et non au nord-ouest de l'étoile, affirmation qui est considérée comme résultant d'une probable erreur de retranscription dont l'origine n'est cependant pas complètement élucidée (Voir SN 1054 — Le problème de la localisation précise du rémanent).

## Symbolique
Tianguan représente une porte, ou un point de passage qui s'ouvre et se ferme, comme son étymologie l'indique explicitement. Cette symbolique est directement associée à la position de Tianguan sur la sphère céleste : elle est située très proche du plan de l'écliptique, et se trouve donc régulièrement sur le passage de la Lune et des planètes du Système solaire. Les rencontres rapprochées entre Tianguan et diverses planètes sont ainsi fréquemment mentionnées dans les documents astronomiques chinois. Par exemple, le Song Shi mentionne 12 rencontres de ce type sur la période allant de 989 à 1264, ces rencontres concernant presque exclusivement une approche de Vénus (onze fois, la seule exception concernant une approche de Saturne le 10 novembre 1177).

## Astérismes associés
Tianguan ne s'insère pas dans un tableau plus vaste d'astérismes de cette région du ciel, sa fonction étant avant tout d'être un « point de passage » pour les planètes. Deux autres astérismes situés en d'autres points de l'écliptique partagent une fonction essentiellement similaire : Tianmen, dans la constellation occidentale de la Vierge, et Tianyue, dans Ophiuchus. d'autres astérismes sont aussi associés à des portes, tels Nanmen, dans le Centaure, mais il s'agit cette fois là d'un lieu dans la scène représentée sur la voûte céleste et non d'un point de passage des objets du système solaire. 
Le principal astérisme au nord de Tianguan est Wuche, qui symbolise un ensemble de chariots, utilisés par le mythique Empereur jaune Huángdì et les quatre Di (voir Les trois Augustes et les cinq Empereurs). Au sud, se trouve la loge lunaire Shen, généralement assimilé à un chasseur ou un guerrier. À l'est se trouve une autre loge lunaire, Dongjing (ou Jing), représentant un puits. Plusieurs autres astérismes d'importance moindre se trouvent plus près de Tianguan. Entre Tianguan et Wuche se trouve Zhuwang, un ensemble de princes, peut-être accompagnant l'Empereur. Entre Tianguan et Dongjing se trouve Siguai, une divinité responsable des présages. Immédiatement à l'ouest de Tianguan se trouve Tiangao, un lieu où sont déposées des offrandes.

## Note
1. ↑  Tian, très répandu dans les astérismes du monde chinois signifie « céleste », et men « porte », comme c'est le cas pour l'astérisme Nanmen (litt. « porte méridionale [du ciel] ».
2. ↑  Voir (en) Francis Richard Stephenson et David A. Green, Historical supernovae and their remnants, Oxford, Oxford University Press, 2002, 252 p. (ISBN 0198507666), pages 131 et 132.